# Gheorghe Berceanu
Gheorghe Berceanu (28. prosince 1949 Cârna, Rumunsko – 30. srpna 2022 Slatina) byl rumunský zápasník, reprezentant v zápase řecko-římském.
V roce 1972 na olympijských hrách v Mnichově v kategorii do 48 kg vybojoval zlatou a v roce 1976 na olympijských hrách v Montréalu ve stejné kategorii stříbrnou medaili.
V roce 1969 a 1970 vybojoval zlato a v roce 1975 stříbro na mistrovství světa. V roce 1970, 1972 a 1973 vybojoval zlato na mistrovství Evropy.